# Igor Sikorski
Ne doit pas être confondu avec Igor Sikorsky.
Igor Sikorski, né le 5 juillet 1990, est un skieur alpin handisport polonais.

## Palmarès

### Jeux paralympiques d'hiver
| Épreuve / Édition | Sotchi 2014 | Pyeongchang 2018 |
| ----------------- | ----------- | ---------------- |
| Descente          | -           | 15e              |
| Super-G           | -           | 10e              |
| Slalom géant      | DSQ         | Bronze           |
| Slalom            | 13e         | -                |
| Super combiné     | -           | DNF              |